# Oszilloskop

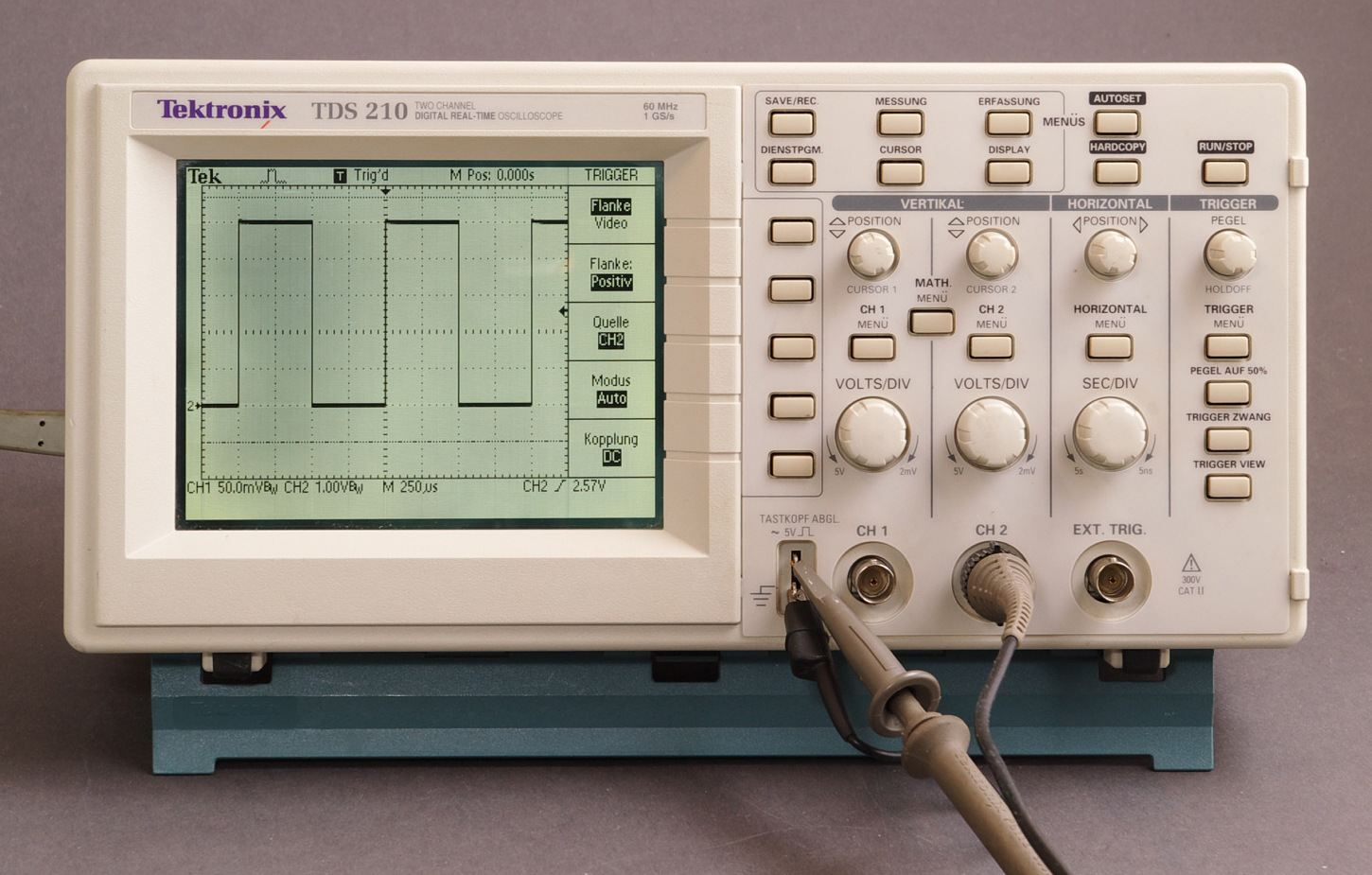
Kompaktes digitales Oszilloskop von 1997 mit Flüssigkristallanzeige

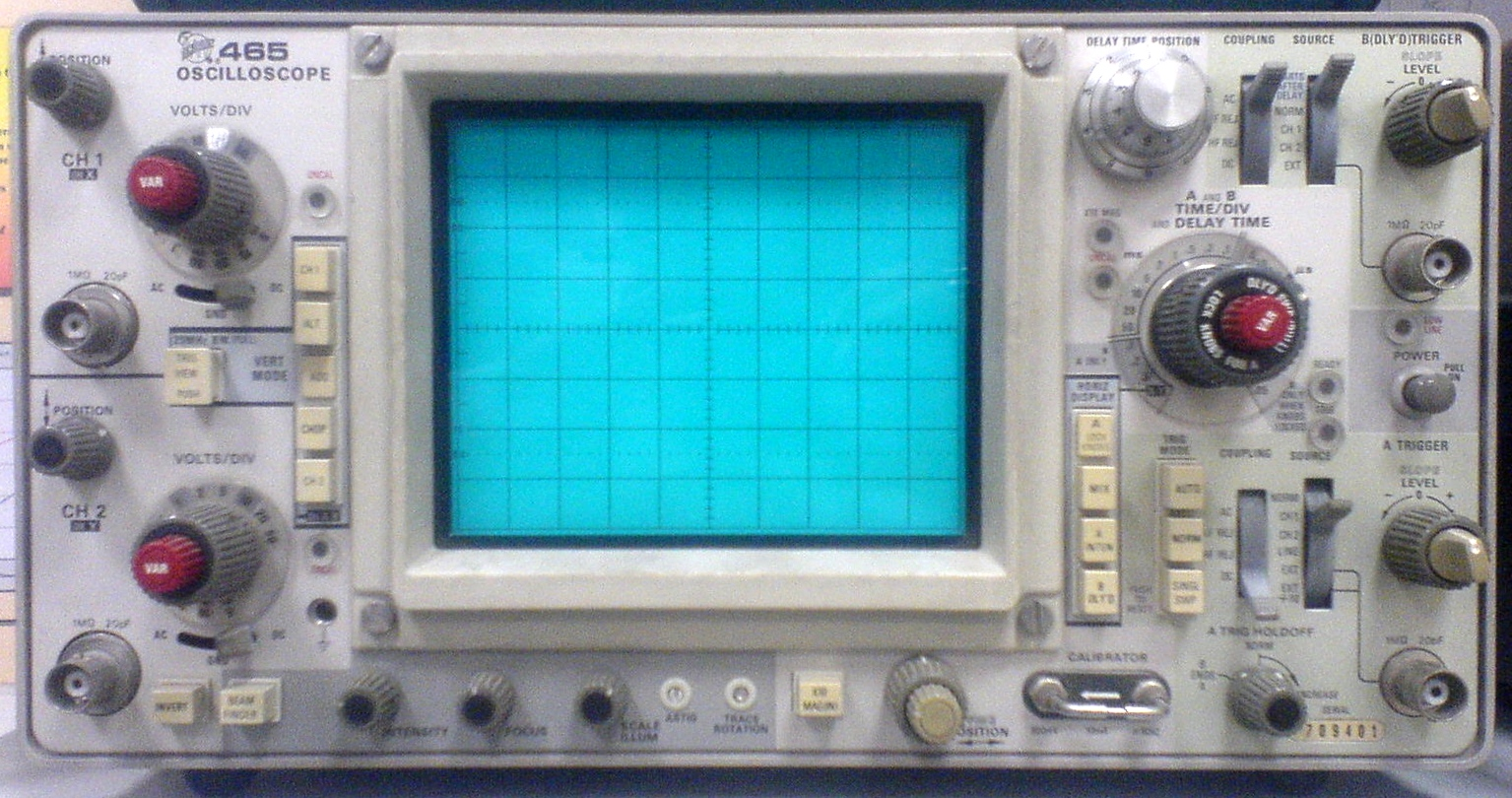
Analoges Oszilloskop aus den 1970er Jahren mit Röhrenanzeige

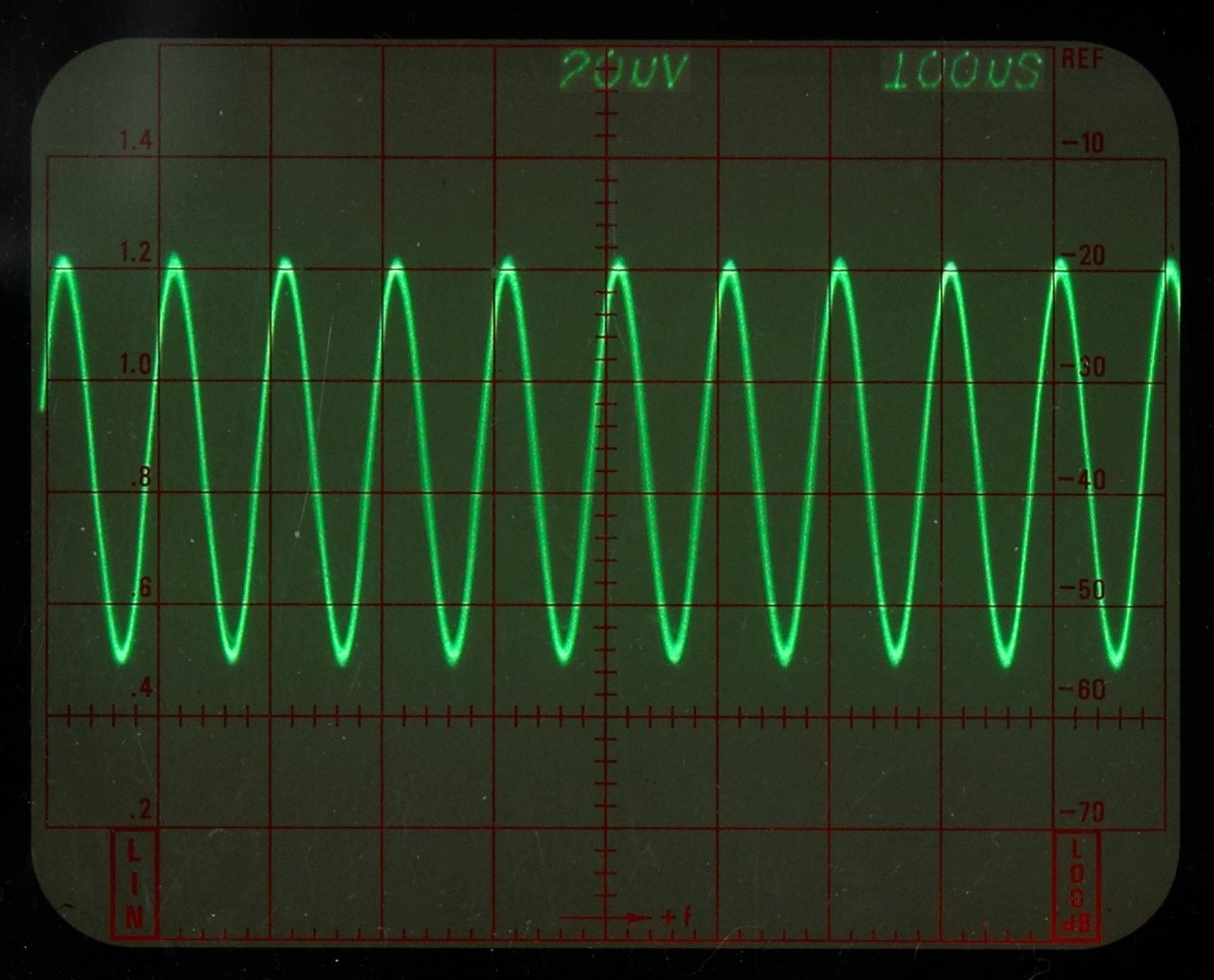
Ein Oszillogramm eines Sinus-Signals auf einem analogen Oszilloskop. Aus der Signalkurve können mittels der Gittereinteilung und den oben eingeblendeten Einstellungen des Geräts die Periodendauer und der Spitze-Tal-Wert des Signals ermittelt werden. Moderne digitale Geräte berechnen die Signalparameter automatisch.

Ein Oszilloskop (lat. oscillare „schaukeln“, altgr. σκοπεῖν skopein „betrachten“) ist ein elektronisches Messgerät, das in seiner bevorzugten Anwendung für eine oder mehrere elektrische Spannungen deren zeitlichen Verlauf auf einem Bildschirm sichtbar macht. Das Oszilloskop stellt einen Verlaufsgraphen in einem zweidimensionalen Koordinatensystem dar, wobei üblicherweise die (horizontale) x-Achse die Zeitachse ist und die (vertikale) y-Achse die Spannungsachse. Das so entstehende Bild wird als Oszillogramm bezeichnet.
Es gibt analoge und digitale Oszilloskope, wobei die analogen Geräte von den digitalen fast vollständig vom Markt verdrängt worden sind. Das Oszilloskop ist neben dem Multimeter eines der wichtigsten Messgeräte in der Elektronik und der Elektrotechnik. Der Bereich messbarer Spannungen reicht einerseits von Gleichspannung über niederfrequente Spannung, wie sie im elektrischen Versorgungsnetz auftritt, Spannung in der Tontechnik bis hin zum hochfrequenten Signal bei Radios, Fernsehern oder Computern; andererseits reicht der Bereich unter Verwendung von Standardzubehör von wenigen Millivolt bis zu einigen hundert Volt (im Spitzenwert).
Manchmal wird noch die Bezeichnung Oszillograph verwendet, die in einer frühen Phase der Entwicklung für ein auf Papier schreibendes Gerät korrekt war. Saloppe Bezeichnungen sind Scope, Oscar oder Oszi.

## Messung
Allgemein kann jeder Vorgang, der sich als zeitlicher Verlauf einer elektrischen Spannung abbilden lässt, mit dem Oszilloskop durch einen stetigen oder unstetigen Kurvenzug dargestellt werden. Dazu hat es eine rechteckige Anzeigefläche. Vorzugsweise werden periodische Verläufe betrachtet, deren charakteristische Einzelheiten ihrer „Form“ erfasst werden sollen. Dabei dient die x-Ablenkung der Zeitdarstellung.
Die Eingangsspannungen werden meistens über BNC-Buchsen auf der Frontseite direkt oder unter Verwendung eines Tastkopfes angeschlossen. Die Buchsen sind bei Laborgeräten über Schutzleiter einseitig mit Masse (Gehäuse, Schutzkontakt) verbunden. Entsprechend muss jede zu messende Spannung einseitig in gleicher Weise geerdet oder potentialfrei sein. Vorzugsweise sind 2 oder 4 Eingangskanäle vorhanden für die Beeinflussung der y-Ablenkung von 2 oder 4 Eingangsspannungen.
Bei den meisten Oszilloskopen ist ein Eingang für die x-Ablenkung verwendbar, wodurch nicht nur zeitabhängige Funktionen dargestellt werden können (t-y-Darstellung), sondern auch x-y-Darstellungen (wie etwa Lissajous-Figuren oder Kennlinien). Gelegentlich gibt es einen z-Eingang, über den die Intensität des Kurvenzugs beeinflusst werden kann.
Viele physikalische Größen können über Messumformer durch Spannungssignale dargestellt werden. Dann können am Oszilloskop auch deren Einzelheiten wie Spitze-Tal-Wert, Gleichanteil bzw. Periodendauer, Zeitspanne, Phasenverschiebung gemessen werden.
Je nach Ausstattung ist eine Summen- oder Differenzbildung zwischen zwei Kanälen möglich oder die Darstellung anderer als zeitlicher Zusammenhänge, beispielsweise in Form von
- Kennlinien elektronischer Bauelemente (mit einer Zusatzschaltung über die x-Ablenkung)
- Frequenzgängen elektronischer Schaltungen (mit einem Wobbelgenerator).

## Aufbau und Einstellmöglichkeiten

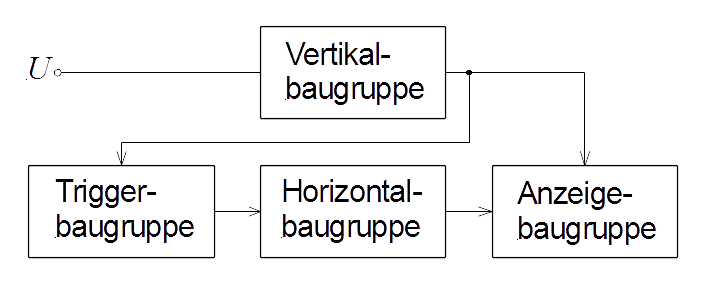
Blockschaltbild eines Oszilloskops

Einen Überblick über den Aufbau eines Oszilloskops gibt das gezeigte Blockschaltbild.
Die Einstellmöglichkeiten sind je nach Fabrikat vielfältig: Die hier genannten Möglichkeiten sind repräsentativ und keineswegs vollständig bzw. keineswegs auf jedem Gerät vorhanden.

### Vertikalbaugruppe

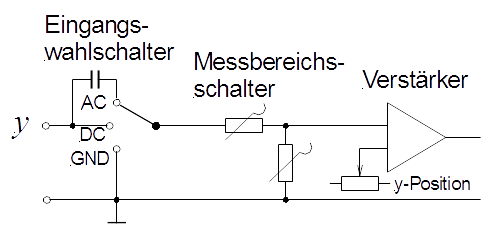
Typischer Aufbau einer Eingangsstufe

Wesentliche Bestandteile hierzu sind für jeden Kanal
- ein hochwertiger Verstärker von Gleichspannung bis zu Wechselspannung mit hoher Frequenz (typisch 100…500 MHz)
- ein Wahlschalter für den Spannungs-Messbereich
- ein Einsteller für die Höhe der Nulllinie (y-Position)
- ein Eingangswahlschalter mit den Möglichkeiten der Aufnahme

- des Wechselspannungsanteils der angelegten Spannung (Stellung AC)
- der gesamten Spannung einschließlich Gleichanteil (Stellung DC)
- der Nulllinie (Stellung GND).

Wie jedes Messgerät soll ein Oszilloskop die zu untersuchende Schaltung möglichst wenig beeinflussen und das anliegende Signal möglichst wenig verfälschen. Damit soll die Eingangsimpedanz möglichst hoch sein, zugleich sollen möglichst keine Reflexionen auf der Messleitung auftreten. Diese Forderungen können nicht miteinander vereint werden.
- Ein Universal-Oszilloskop hat in der Regel einen Eingangswiderstand von 1 MΩ und eine Eingangskapazität von 20 bis 50 pF. Mit einem Tastkopf können der Widerstand erhöht und die Kapazität vermindert werden, meistens aber unter Verzicht auf die untersten Messbereiche für kleine Spannungen.
- Bei Spezial-Oszilloskopen für reflexionsarme Hochfrequenz-Anwendungen kann der Eingangswiderstand 50 Ω betragen.

Eine Besonderheit beim Oszilloskop: Der Spannungsnullpunkt liegt weder fest an einem Bildrand noch fest auf der Mittellinie, sondern stets da, wo er zur optimalen Bildschirmausnutzung individuell hingelegt wird.

### Triggerbaugruppe

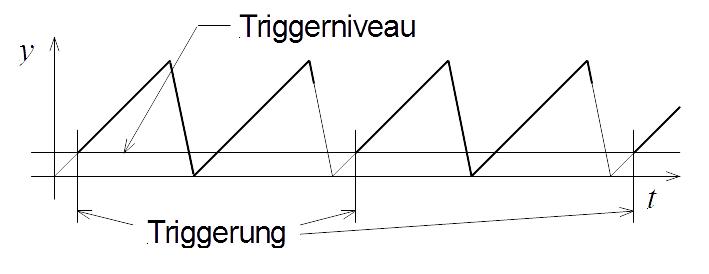
Zur Triggerung:
Dünne Linie: eine fortlaufend am Eingang vorhandene Sägezahn-Spannung.
Dicke Linie: Teil der Eingangsspannung, der bei gegebenem Maßstab auf dem Bildschirm sichtbar ist (bei Triggerung auf positiven Anstieg).

Ein anliegendes Signal wird fortlaufend gemessen und vom linken Rand der Anzeigefläche bis zum rechten immer wieder neu gezeichnet. Um bei den periodischen Signalen ein stehendes Bild zu erhalten, ist es nötig, den Bildschirm-Durchlauf so lange aufzuhalten, bis das darzustellende Signal einen festgelegten Anfangszustand erreicht. Erst dann wird eine neue Darstellung ausgelöst. Die Durchläufe sind somit identisch und frischen das Bild immer wieder auf.
Üblicherweise werden dazu eingestellt
- das Triggerniveau (LEVEL, stufenlos einstellbare Spannung)
- den Triggeranstieg, mit dem das Signal das Triggerniveau überquert
(SLOPE, + oder −)
- die Triggerbetriebsart (MODE, normal oder automatisch).

Wenn die eingestellte Triggerbedingung durch das ausgewählte Triggersignal nicht erfüllt wird, bleibt die Zeitablenkung bei Normalbetrieb in Warteposition; im Automatikbetrieb entsteht dann eine, allerdings freilaufende, Darstellung. Beispielsweise kann Gleichspannung nicht triggern; auch für das Suchen des Signalverlaufs bis zur korrekten Einstellung der Vertikalbaugruppe ist der Freilauf hilfreich.
Als Triggerquelle, von deren Spannungsverlauf ausgelöst werden soll, kommt infrage
- jeder der Kanäle (CH1, CH2, …)
- ein externer Triggereingang (EXT)
- das Versorgungsnetz (50 Hz; LINE), da häufig netzsynchrone Ereignisse zu erfassen sind.

Je nach Ausstattung des Oszilloskops gibt es noch spezielle Triggerschaltungen, die z. B. TV-Signale oder den I2C-Buszyklus erkennen und zur Auslösung verwenden.

### Horizontalbaugruppe
Für den horizontalen Durchlauf des Bildes sorgt eine Zeitbasis, die ebenfalls hohen Anforderungen genügen muss. Sie hat Einstellmöglichkeiten für
- den Zeit-Messbereich
- die horizontale Position des Bildanfangs.

Bei einem Analogoszilloskop erzeugt sie eine ab dem Triggerzeitpunkt mit der Zeit streng linear ansteigende Spannung („Sägezahnspannung“), die für die Horizontalablenkung verwendet wird.
Bei einem Digitaloszilloskop wird der Verlauf abgetastet, und die Daten der Messpunkte werden in einem Datenspeicher abgelegt, der ringförmig immer wieder überschrieben wird. Hier sorgt die Zeitbasis für den zeitlichen Abstand, in dem Messdaten gewonnen und in den Speicher geschrieben werden. Diese werden dann – ab einem festgelegten Abstand zum Triggerzeitpunkt – zum Bildaufbau verwendet. Der Datenspeicher übernimmt Daten für eine längere Zeitspanne als die Zeitspanne, die auf dem Bildschirm angezeigt wird. Dadurch kann bereits die Vorgeschichte des Trigger-Ereignisses („pre trigger“) angezeigt werden.
Bei digitalen Oszilloskopen gibt es auch die bequeme Möglichkeit, einmalige Ereignisse darzustellen („single“). Ab Triggerereignis wird der Datenspeicher nur noch mit einer festgelegten Anzahl von Messpunkten beschrieben, aber nicht mehr ständig überschrieben. Dadurch lässt sich ein transientes Signal aufnehmen und beliebig lange anzeigen.
Komfortable Oszilloskope verfügen über zwei Zeitbasen. Neben der Hauptzeitbasis gibt es eine zweite Zeitbasis, mit der bei schnellerem Durchlauf Ausschnittvergrößerungen erzeugt werden können. Diese startet nach einer einstellbaren Verzögerungszeit nach Triggerung der Hauptzeitbasis; oder sie wird nach der eingestellten Verzögerungszeit triggerbar aufgrund eines zweiten Triggerereignisses. Auf diese Weise ist ein Ereignis viel feiner auflösbar, als das mit der Hauptzeitbasis möglich ist, wenn das Ereignis in einem größeren Abstand nach dem Triggerereignis auftritt. Die zweite Zeitbasis kann entfallen, wenn Daten von vornherein ganz wesentlich dichter erfasst und in den Speicher geschrieben werden, als sie zum Bildaufbau verwendbar sind. Zur besseren Auflösung des Ereignisses wird ein Ausschnitt der Daten gespreizt dargestellt.

### Messbereiche
Um Messwerte ablesen zu können, enthält der Bildschirm ein Raster. Bevorzugt wird es mit 10 Teilungen (Divisions, kurz „div“) waagerecht und 8 div senkrecht ausgestattet. Ein Messbereich wird hier – anders als in der Messtechnik bevorzugt – nicht durch einen Nullpunkt und einen Messbereichsendwert, sondern durch einen Maßstab („scale“) oder Ablenkkoeffizienten gekennzeichnet.
Zur quantitativen Beschreibung der Zeit auf dem Bildschirm dient die Angabe
{\displaystyle {\frac {\Delta t}{\Delta x}}={\frac {1}{\text{Horizontalgeschwindigkeit}}}={\text{Horizontal-Maßstab}}}
Typisch einstellbare Maßstäbe sind 10 ns/div … 1 s/div mit drei Einstellungen pro Zehnerpotenz in den Faktoren 1, 2 und 5.
Aber auch 20 ps/div oder 5000 s/div werden angeboten.
Die Einstellmöglichkeiten reichen also typisch über die große Spanne von rund acht Zehnerpotenzen, fallweise noch einige mehr.
Zur quantitativen Beschreibung der Spannung auf dem Bildschirm dient die Angabe
{\displaystyle {\frac {\Delta U}{\Delta y}}={\frac {1}{\text{Empfindlichkeit}}}={\text{Vertikal-Maßstab}}}
Typisch einstellbare Maßstäbe sind 2 mV/div … 5 V/div in derselben Stufung wie für die Zeit.

## Arten

### Digitales Oszilloskop

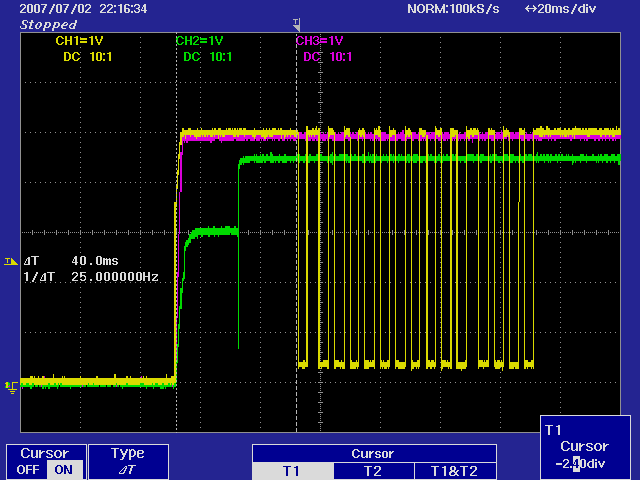
Mit einem digitalen Oszilloskop aufgenommenes Oszillogramm

#### Überblick

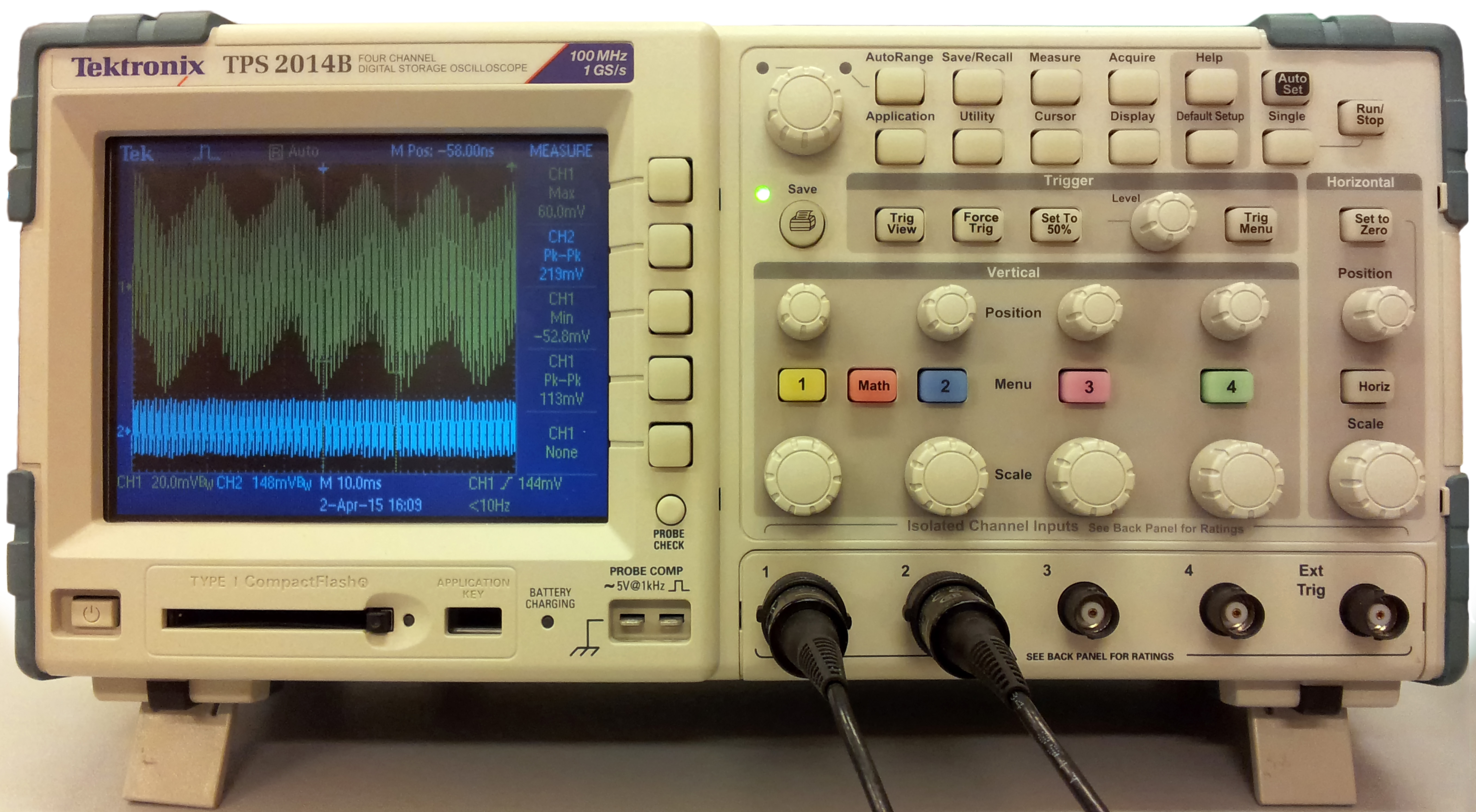
Digitales Oszilloskop für höhere Ansprüche, mit farbiger TFT-Anzeige, 2012

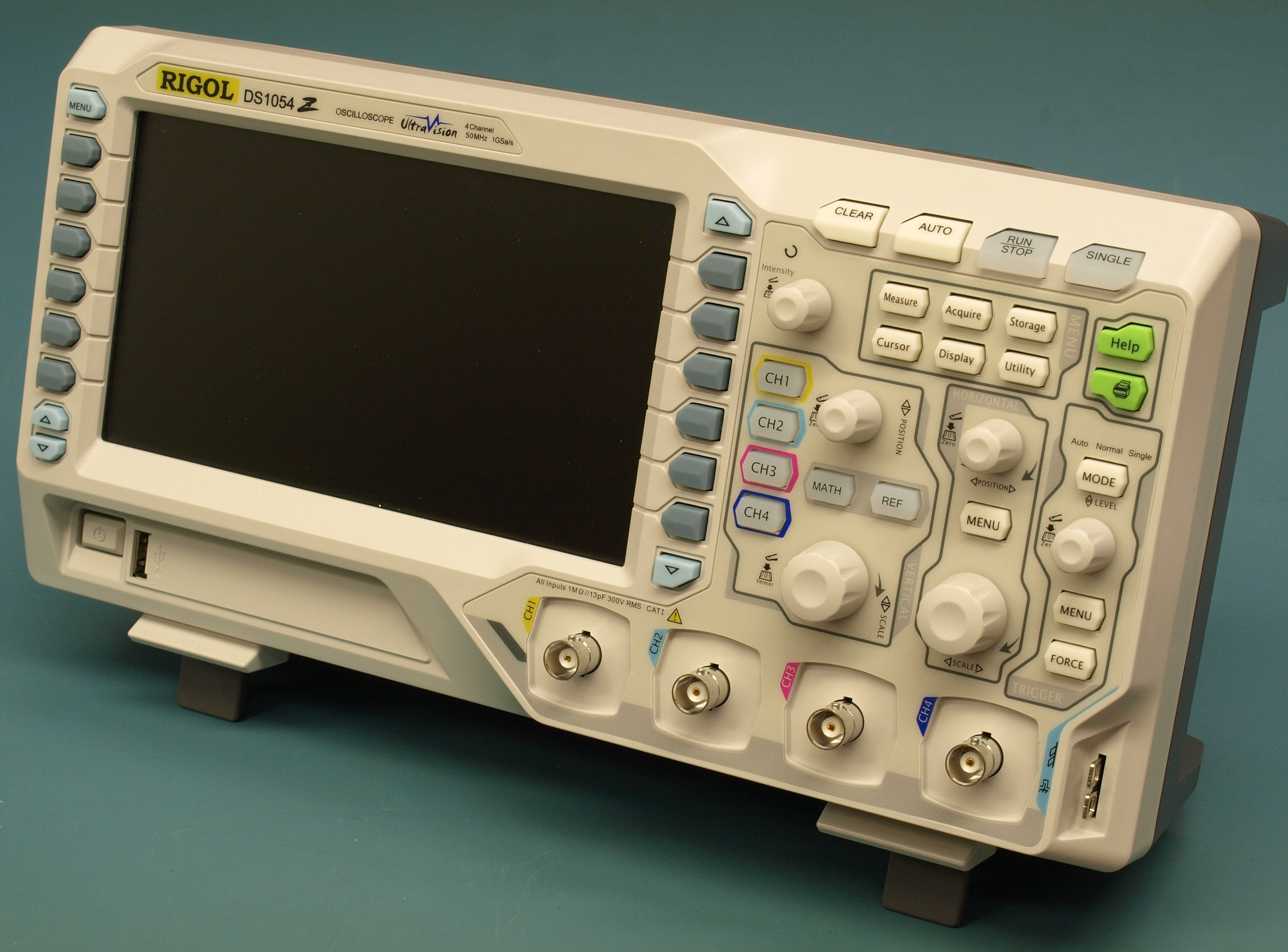
Digitales Oszilloskop, Einsteiger-Modell, mit farbiger TFT-Anzeige, 2008

Heute werden überwiegend digitale Oszilloskope (DSO, englisch: Digital Storage Oscilloscopes) verwendet. Sie setzen für jeden Kanal nach einer analogtechnischen Verstärkung die Spannungswerte zu diskreten Zeitpunkten um in Digitalsignale und legen die Daten in einem Datenspeicher ab. Diese werden dann für den Bildaufbau verwendet, können aber auch nach der Messung auf einem externen Speicher abgelegt oder auf einen PC übertragen werden.
Es gibt verschiedene Ausstattungsstufen sowie Mischformen zwischen Analog- und Digitaloszilloskopen. Zusätzlich zu den oben genannten Mess-Möglichkeiten enthalten Digitaloszilloskope weitere Funktionen, beispielsweise:
- Pre-Triggerung zur Betrachtung der Vorgeschichte eines Ereignisses, das die Triggerung auslöst, zum Beispiel wenn die Ursache einer Spannungsspitze gesucht wird
- Mittelwertbildung über viele Bilddurchläufe zur Störunterdrückung bei periodischen Signalen
- Berechnung von Anstiegszeit, Impulsbreite, Amplitude, Frequenz usw.
- Berechnung von Frequenzspektren / FFT, Histogrammen und Statistiken
- automatische Einstellung auf ein unbekanntes Signal.

Die Eingangsspannung wird mit einem Analog-Digital-Umsetzer (ADU) mit einer Auflösung von 8 bis mehr als 12 Bit digitalisiert. Zum Einsatz kommen meist Flash-Umsetzer. Bei hohen Geschwindigkeitsanforderungen werden die für 2 bis 4 Kanäle vorhandenen Umsetzer parallel betrieben, die dann zeitversetzt (interleaved) für 1 Kanal arbeiten. Ein 8-bit-ADU kann in 256 Schritte auflösen; über einen Messbereich von 10,24 div ergibt sich eine relative Auflösung von 25 Schritt/div, was in Vertikalrichtung für die Betrachtung ausreicht.
Neben der Auflösung in y-Richtung (Spannung) ist auch die zeitliche Auflösung eine wichtige Kenngröße: Sie wird zum einen durch die Bandbreite des analogen Eingangsverstärkers bestimmt, zum anderen durch die Abtastrate, mit der das Signal abgetastet wird. Da Digitaloszilloskope eine Anwendung der zeitdiskreten Signalverarbeitung darstellen, spielen die Abtastrate und das Nyquist-Shannon-Abtasttheorem eine zentrale Rolle. Die Abtastrate wird zumeist in „Megasamples per second“ (MS/s oder Msps) oder „Gigasamples per second“ (GS/s oder Gsps) angegeben, also Anzahl der Abtastungen pro Sekunde. Anfang 2009 liegen selbst im unteren Preissegment (800 bis 2000 €) der DSO die Abtastraten im Bereich von 1 GS/s bei Bandbreiten (−3 dB) zwischen 60 und 200 MHz.
Beispiel: Wird auf dem Bildschirm für einen nicht simplen Kurvenverlauf eine Punktdichte von 50 S/Periode für wünschenswert angesehen, so ist dieses bei einer Abtastrate von 1 GS/s bis zu einer Signalfrequenz von 20 MHz möglich. Die nachfolgend beschriebene Unterabtastung setzt dann etwa bei der 25. Oberschwingung ein.
Ein weiterer Parameter ist die Speichertiefe, unter der beim Oszilloskop die Anzahl der speicherbaren Messpunkte verstanden wird. Sie wird als Gesamtanzahl oder pro Kanal angegeben. Wenn es nur auf die Betrachtung des Bildes ankommt, reicht horizontal eine Punktdichte von 50 S/div aus, bei 10 div Bildbreite also eine Speichertiefe von 500 Punkten, für Pre-Trigger mit dem Triggerereignis am rechten Bildrand weitere 500 Punkte. Wenn jedoch die Ursache von Timing-Anomalien in einem komplizierten digitalen Datenstrom isoliert werden sollen, sind u. U. Millionen Punkte als Speichertiefe erforderlich.
DSOs werden oft auf FPGAs-Basis realisiert, da die geringen Stückzahlen und die zu verarbeitende und speichernde Datenflut nicht immer mit einem DSP erreicht werden kann. Über einer Abtastrate von ca. 1 GS/s verwenden DSOs oft mehrere AD-Umsetzer pro Kanal parallel (interleaved mode), welche phasenverschoben das Signal abtasten. Dabei gilt bei sehr hohen Frequenzen der geringe Takt-Jitter als das stärkste Qualitätskriterium.
Die Entwicklung zu immer kleineren Geräten hat es ermöglicht, dass nicht nur recht kompakte DSO für den Einsatz im Labor entstanden sind, sondern auch robuste, tragbare „Handheld“-Oszilloskope für den Einsatz z. B. auf Montage und zur Wartung. Diese sind massefrei, teilweise in allen Eingangskanälen potentialfrei und oft mit Multimeter-Funktionen ausgestattet.

#### Unterabtastung

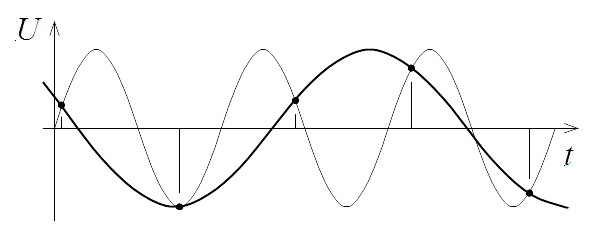
Wird die anliegende Spannung (dünne Linie) zu selten abgetastet, so werden die Messpunkte zu einem entstellenden Bild zusammengesetzt (dicke Linie). In diesem einfachen Fall ist offensichtlich die Frequenz falsch (zu niedrig).

Zu immer höheren Frequenzen der Eingangsspannung hin kann die Abtastung dem Vorgang nicht mehr folgen. Bei weniger als 2 Punkten pro Periode kommt es zu Unterabtastung, und es entstehen durch den Alias-Effekt Bilder, die mit dem ursprünglichen Verlauf nichts mehr gemein haben. Periodische Signale können jedoch durch Abtastwerte aus vielen Durchläufen wieder korrekt zusammengesetzt werden. Voraussetzung ist eine sehr schnelle Abtast-Halte-Schaltung, die in besonders kurzer Zeit das Eingangssignal erfassen kann. Zwei bewährte periodische Abtast-Techniken sind:
Sequenzielles Abtasten: Pro Trigger gibt es nur eine Abtastung. Beim ersten Durchlauf liegt der Abtastzeitpunkt um eine kleine Verzögerungszeit hinter dem Triggerpunkt. Zum zweiten Durchlauf wird die Verzögerungszeit verdoppelt, zum dritten verdreifacht –  bis das Zeitfenster gefüllt ist. Die Bildpunkte werden in der Reihenfolge der Abtastung angeordnet, untereinander im Abstand der kleinen Verzögerungszeit.

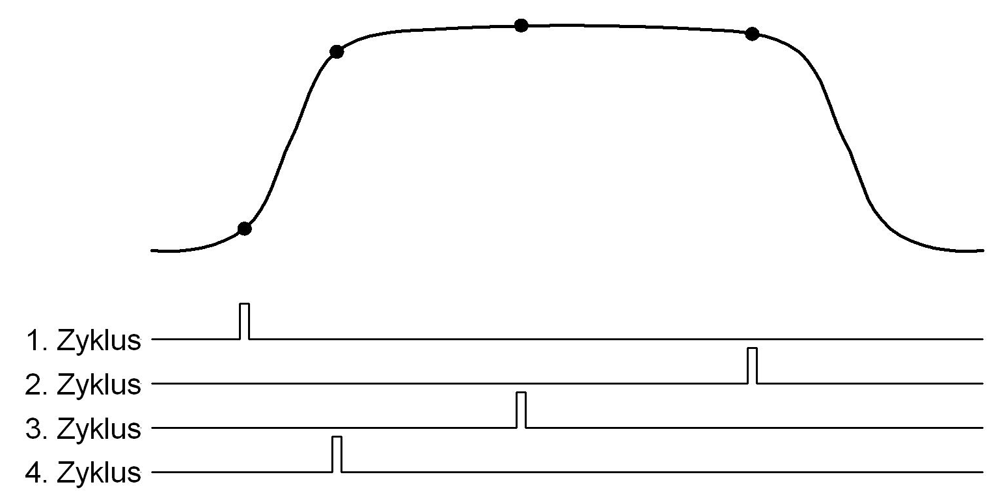
Willkürliche Abtastung eines Signals in mehreren Zyklen

Willkürliches (von der Triggerung unabhängiges) Abtasten (random sampling): Hier wird jeder Messpunkt im Rahmen der möglichen Arbeitsgeschwindigkeit aufgenommen, und zusätzlich wird sein zeitlicher Abstand zum Triggerpunkt gemessen. Die Bildpunkte werden in der Reihenfolge dieses zeitlichen Abstands angeordnet. Bei hinreichend langer Erfassungszeit liegen die Bildpunkte so dicht, dass ein geschlossener Kurvenzug erscheint.
Bei diesen Techniken dürfen allerdings keine niederfrequenten Signalanteile vorhanden sein, da diese sich als eine Unschärfe in der konstruierten Kurve zeigen würden.

#### Spitzen-Erkennung (Störimpuls-Erkennung)
Bei digitalen Speicheroszilloskopen besteht die Gefahr, dass sehr kurze Ereignisse durch den Alias-Effekt falsch oder zwischen zwei Abtastpunkten gar nicht erfasst werden, besonders bei langsameren Zeitbasis-Einstellungen. Damit Spannungsspitzen (englisch: Glitches) in jedem Falle erkannt werden, verfügen manche Geräte über ständig verfügbare (also analogtechnisch arbeitende) Hardware-Spitzendetektoren, deren positive bzw. negative Spitzenwerte kurzfristig gespeichert, getrennt digitalisiert und in das Bild eingefügt werden.

#### Unterschiede gegenüber dem analogen Oszilloskop
- Die Anzeige kann größer und farbig sein, dadurch lassen sich die einzelnen Kanäle leichter unterscheiden.
- Häufige Abtastung und Mittelung über aufeinander folgende Durchläufe ergeben eine bessere Auflösung bis unter den mV/div-Bereich sowie Störunterdrückung.
- Kurzzeitige Ereignisse können zwischen Abtastungen verloren gehen, außer bei Spitzenerkennung.
- Durch Pre-Trigger kann der Signalverlauf vor dem Triggerzeitpunkt betrachtet werden.
- Komplizierte Trigger-Funktionen wie beispielsweise Pulsweitentrigger oder im Rahmen von seriellen Schnittstellen liefern die Triggerung auf eine Abfolge von seriellen Bitmustern.
- Autoset und Autorange bewirken eine automatische, in vielen Fällen optimale Einstellung auf das Eingangssignal. Diese Funktion haben aber auch analoge Oszilloskope neuerer Bauart.
- Scrollen und Vergrößern über mehrere gespeicherte Graphen erweitern die Anzeigemöglichkeiten.
- Auch langsame Vorgänge, z. B. ein Temperaturverlauf über einen Tag, können aufgenommen werden.
- Der Speicher des Oszilloskops kann anstatt einer eindimensionalen Liste auch ein mehrdimensionales Array der vorangegangenen Abtastintervalle enthalten, um einen Phosphor-Schirm zu simulieren. Die vorangegangenen Perioden werden farblich unterschiedlich dargestellt und damit unterscheidbar (z. B. farbige Augendiagramme).
- Automation und Fernsteuerung sind möglich über standardisierte Schnittstellen wie z. B. serielle Schnittstelle, USB-Port oder GPIB.
- Daten- oder Bilddateien können gespeichert und in anderen Anwendungen eingebunden werden. Dies kann über Schnittstellen zum Anschluss von handelsüblichen USB-Massenspeichern erfolgen.
- Numerische Berechnungen wie Effektivwert oder Frequenz vom angezeigten Signalverlauf können durchgeführt und im Bild eingeblendet werden.
- Cursor-Funktionen ermöglichen das Ausmessen von horizontalen und vertikalen Abständen in der Darstellung. Diese Funktionen haben aber auch analoge Oszilloskope neuerer Bauart.
- Es sind abgeleitete Kanäle möglich; auch die Bezeichnung als „Mathematik-Kanal“ kommt vor. Beispielsweise kann damit das Spektrum eines Signals mittels Fourier-Transformation in Echtzeit gebildet und angezeigt werden.
- Bestimmte Geräteeinstellungen (setups) können gespeichert und später wieder abgerufen werden. Diese Funktion haben aber auch analoge Oszilloskope neuerer Bauart.
- Die Fülle von Funktionen erfordert die Handhabung durch Einstellung einer Vielzahl von Bedienelementen. Bei Digitaloszilloskopen sind diese nur zu einem geringen Teil auf der Frontseite, teilweise als Softkeys, sonst durch Aufruf von Menüs zugänglich.
- Falsche Darstellungen aufgrund des Alias-Effektes sind nicht auf Anhieb erkennbar. Hochwertige Oszilloskope verwenden Taktdithering, um Alias-Frequenzen zu unterdrücken, sodass dem Benutzer anhand der Anzeige sofort auffällt, dass Aliasing stattfindet.

### Analoges Oszilloskop

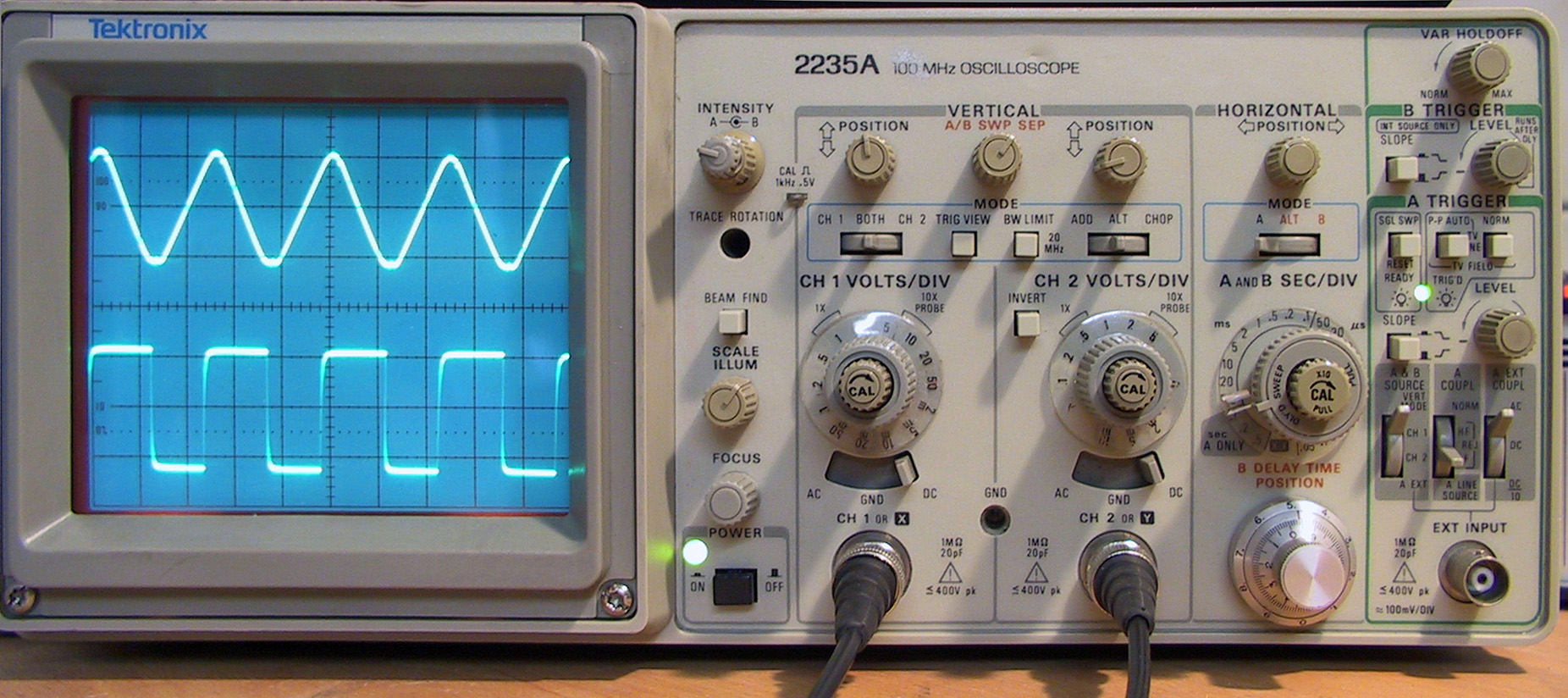
Analoges Oszilloskop

#### Überblick

Funktionsschema eines Elektronenstrahloszilloskops

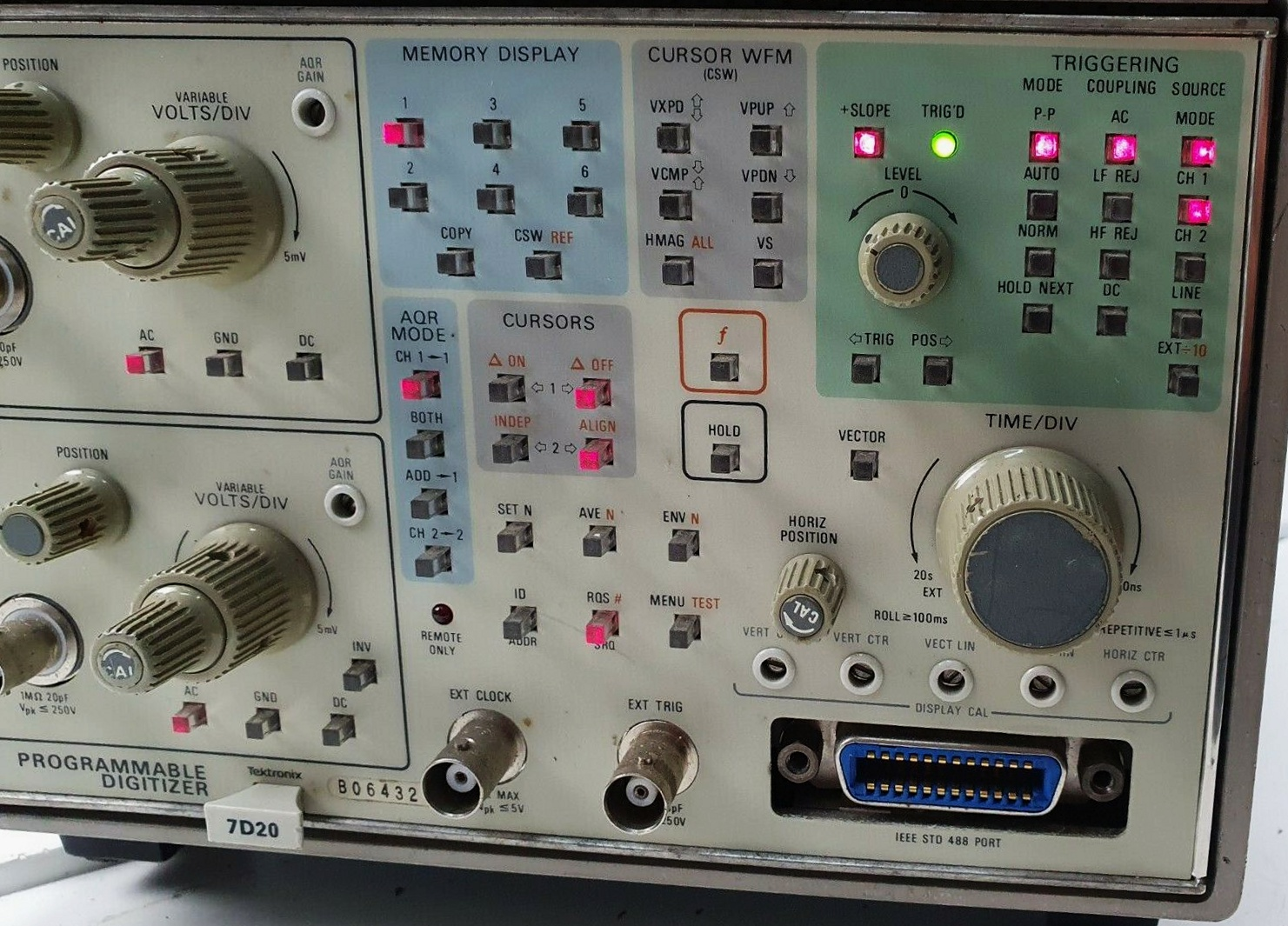
Digitalisierungs-Plugin 7D20 mit GPIB-Bus für analoge Oszilloskope der 7000-Serie von Tektronix aus den 1980er Jahren. Es ermöglichte zahlreiche Messfunktionen wie bei späteren digitalen Oszilloskopen in einem konventionellen analogen Gerät, etwa digitale Signalabtastung mit bis zu 40 MSamples/s.

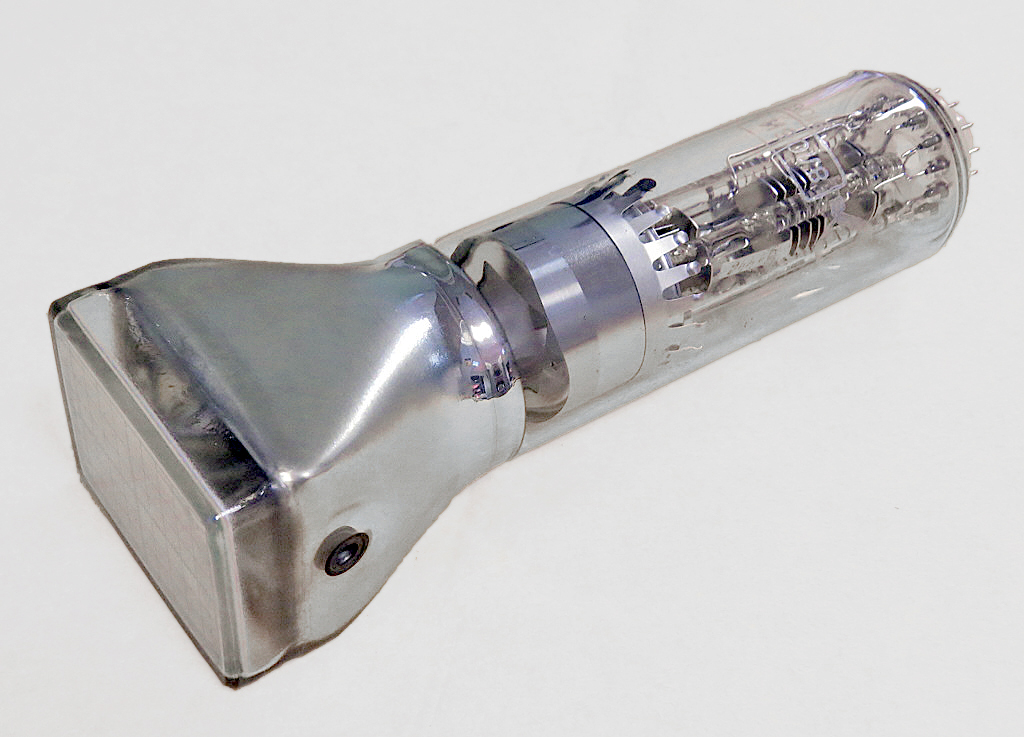
Elektronenstrahlröhre eines analogen Gerätes, der Bildschirm ist links. Weil dabei eine relativ große Länge technische Vorteile bringt, wiesen analoge Geräte oft eine Bautiefe auf, die deutlich größer als Breite und Höhe der Front war.

Bei analogen Oszilloskopen wird die zu messende Spannung über einen umschaltbaren Verstärker auf den Bildschirm einer Kathodenstrahlröhre mittels eines Elektronenstrahls „projiziert“. Genauer gesagt wird der auf einen Punkt fokussierte Elektronenstrahl durch die Eingangsspannung in y-Richtung abgelenkt. Bei zeitabhängiger Darstellung muss zeitgleich für die x-Ablenkung eine Kippschwingung erzeugt werden, welche, durch die Triggerung ausgelöst, gleichmäßig mit umschaltbarer Steilheit ansteigt und dann schnell wieder abfällt. Die Anstiegsdauer dieser sägezahnförmigen Kippschwingung ergibt die Dauer des angezeigten Signalabschnitts. Sie ist zumeist in einem sehr weiten Bereich einstellbar. Der Elektronenstrahl bewegt sich dadurch von links nach rechts (während dieser Zeit entsteht das Bild, das nach kurzer Nachleuchtdauer wieder verschwindet) und kehrt anschließend sofort zum Ausgangspunkt zurück. Dabei wird der Strahl dunkel getastet, damit der Rücklauf des Leuchtflecks nicht zu sehen ist.
Die Ablenkung des Elektronenstrahls erfolgt bei analogen Oszilloskopen im Gegensatz zu anderen Bildschirmen praktisch immer kapazitiv durch elektrische Felder. Diese Ablenkungsart ist wesentlich einfacher über große Frequenzbereiche zu beherrschen; die Vorteile überwiegen die Nachteile (Leuchtfleckverformungen mit zunehmender Ablenkung, große Einbautiefe der zugehörigen Bildröhre) im angestrebten Einsatzbereich bei weitem.
Analoge Oszilloskope haben heute aus technischen Gründen, praktischen Nachteilen (wie der Größe der Kathodenstrahlröhre) und wirtschaftlichen Überlegungen (wie die Preisgünstigkeit des DSO), im praktischen Laboreinsatz nur noch eine untergeordnete Bedeutung.

#### Mehrkanalbetrieb
Meist ist es notwendig, zwei oder mehr Signale auf dem Schirm gleichzeitig darzustellen, um Zusammenhänge erkennen zu können. Dazu gibt es verschiedene Verfahren.
- Zweistrahloszilloskop: Hier befinden sich in der Röhre zwei Elektronenkanonen, Fokussierungen und y-Ablenksysteme, jedoch ein gemeinsames x-Ablenksystem. Auf diese Weise lassen sich Kurvenverläufe zeitgleich unabhängig darstellen. Allerdings werden derartige Geräte seit Jahrzehnten nicht mehr hergestellt. Zweistrahlröhren können auch mit den folgenden Techniken kombiniert werden, um mehr als zwei Signale darstellen zu können.
- Mehrkanaloszilloskop im Chopper-Betrieb: Es wird schnell zwischen den Eingängen umgeschaltet, und die Teilstücke der Verläufe werden auf dem Bildschirm dargestellt, zur besseren optischen Trennung auf verschiedenen Höhen. Die Darstellung besteht für jeden Kanal aus einer gestrichelten (zerhackten) Linie, deren Segmente aber bei hoher Umschaltfrequenz (im Verhältnis zur Ablenkfrequenz) so nahe zusammenrücken, dass das Auge einen geschlossenen Kurvenzug sieht. Wenn ein Signal triggert, laufen die anderen zeitgleich mit. Diese Betriebsart wird meist bei geringen Ablenkfrequenzen benutzt, zum Beispiel bei der Darstellung langsamer Signalverläufe unter 100 Hz.
- Mehrkanaloszilloskop im alternierenden Betrieb: Das Signal eines Kanals wird einmal über die volle Breite auf dem Bildschirm dargestellt, dann wird auf den nächsten Kanal umgeschaltet und dessen Kurvenzug in anderer Höhe ganz dargestellt – in fortlaufendem Wechsel. Bei genügend hoher Signalfrequenz sieht das Auge die Kurvenzüge flackerfrei gleichzeitig, daher wird diese Betriebsart gewöhnlich bei der Darstellung schneller Signalverläufe gewählt. Üblicherweise wird die Darstellung jedes Kurvenzugs vom gleichen Signal getriggert. Dadurch bleibt der zeitliche Zusammenhang der Signale erkennbar, sofern es sich um periodische Vorgänge handelt. Manche Oszilloskoptypen können auch so eingestellt werden, dass jedes Eingangssignal seinen eigenen Durchlauf triggert. In dieser Betriebsart geht allerdings der zeitliche Zusammenhang zwischen den Signalen in der Darstellung verloren.

Ein Mehrkanaloszilloskop bedarf eines größeren Aufwands, da für jeden Kanal eine eigene Vertikalbaugruppe notwendig ist.

### CCD-Oszilloskop
Das Oszilloskop besitzt eine kleine Elektronenstrahlröhre, deren Elektronenstrahl das Oszillogramm auf einem in der Röhre befindlichen CCD-Sensor erzeugt. Weil die Röhre sehr klein ist, kann sie im GHz-Bereich arbeiten. Das Oszilloskop hat keine Abtastlücke. Ein LCD-Monitor zeigt das Bild an. Durch Abschalten des Elektronenstrahls kann ein einziges Sample eingefangen werden. Der Preis für ein modernes Gerät liegt bei etwa USD 20.000.

### Mixed-Signal-Oszilloskop
Als Mixed-Signal-Oszilloskop (MSO) werden digitale Oszilloskope bezeichnet, die nicht nur über einen oder mehrere analoge Eingänge, sondern auch über zusätzliche digitale Eingänge verfügen: Die digitalen Kanäle können meist auf eine bestimmte Logik-Familie eingestellt werden (TTL, CMOS usw.) und unterscheiden dann nur die Zustände HIGH, LOW und undefiniert.

### Mixed-Domain-Oszilloskop
Ein Mixed-Domain-Oszilloskop (MDO) ist ein Oszilloskop, das über einen zusätzlichen HF-Eingang verfügt, der ausschließlich für dedizierte FFT-basierte Spektrumanalysator Funktionen verwendet wird. Dieser HF-Eingang bietet häufig eine höhere Bandbreite als die herkömmlichen analogen Eingangskanäle. Dies steht im Gegensatz zur FFT-Funktionalität herkömmlicher digitaler Oszilloskope, die die normalen analogen Eingänge verwenden. Einige MDOs ermöglichen eine zeitliche Korrelation von Ereignissen im Zeitbereich (z. B. einem bestimmten seriellen Datenpaket) mit Ereignissen im Frequenzbereich (z. B. HF-Übertragungen). 
Es ist nicht unüblich, dass diese Art der Oszilloskopen auch zusätzlich einen Logic Analysator, also digitalen Eingängen, ein DMM Messgerät, ein Labornetzteil usw. eingebaut haben, da diese Geräte meist als "Allrounder" in Laboren oder in Elektronik Werkstätten verwendet werden.

### DSO als Computerzubehör
Digitale Speicheroszilloskope werden auch als Computerzubehör angeboten. Sie sind dann entweder eine Steckkarte oder ein separates, über eine Schnittstelle gekoppeltes Gerät. Sie können auch nur aus Software bestehen und ein Signal einer ADU-Karte oder (bei eingeschränkten Genauigkeitsanforderungen etwa im Bereich zwischen 10 Hz und 10 kHz) des Audioeinganges nutzen. Alle diese Lösungen erreichen jedoch nicht die Parameter autonomer DSOs, sind dafür aber meist wesentlich kostengünstiger. Auch kann ihre graphische Ausgabe über die Anzeige eines PCs erfolgen und daher besonders für Lehrzwecke hilfreich sein.

### Waveformmonitor
Der Waveformmonitor (WFM) ist ein spezielles Oszilloskop, das in der professionellen Videotechnik zum Messen von analogen Videosignalen benutzt wird.

## Historische Entwicklung
Die ersten automatisierten Geräte zu Beginn des 20. Jahrhunderts zur Aufzeichnung eines Signalverlaufes über die Zeit nutzten Galvanometer, um damit einen Stift über eine sich drehende Rolle Papier zu bewegen, wie es beispielsweise bei dem Hospitalier-Schreiber der Fall ist. Solche Geräte sind in erweiterter Form, aber mit grundsätzlich identischer Funktion, auch noch Anfang des 21. Jahrhunderts in Form von Messschreibern üblich, wenngleich sie zunehmend durch Datenlogger ersetzt werden. Die Limitierung besteht durch die mechanische Bewegung in der geringen Bandbreite, die nur die Aufzeichnung von niederfrequenten Signalverläufen gestattet.
Verbesserungen ersetzten den mechanischen Zeiger des Galvanometers durch ein Spiegelgalvanometer und die Aufzeichnung des Signalverlaufes erfolgte optisch auf einen lichtempfindlichen Film. Die Handhabung inklusive der notwendigen Filmentwicklung war allerdings aufwändig. Eine deutliche Verbesserung ergab sich durch den Einsatz von Kathodenstrahlröhren. Erste Kathodenstrahlröhren wurden zwar schon Ende des 19. Jahrhunderts entwickelt, der Einsatz in Form eines Messgerätes zur Signalaufnahme mit zwei Elektronenstrahlen geht auf eine Entwicklung aus den 1930er Jahren der britischen Firma A.C.Cossor zurück, welche später von der Firma Raytheon gekauft wurde. Einsatz fanden diese meist noch unkalibrierten Geräte im Zweiten Weltkrieg als Bildschirm der ersten Radargeräte.
Soweit heute bekannt wurde der erste kommerzielle Oszillograph mit Kathodenstrahlröhre 1931 von der Firma General Radio angeboten. Er bestand aus mindestens drei Teilen (Kathodenstrahlröhre Typ 478-A, Halter für Kathodenstrahlröhre Typ 497-A und Netzgerät Typ 496-A). Die verwendete Kathodenstrahlröhre stammte von Manfred von Ardenne. Durch Hinzunahme eines Wobbelgenerators für die Horizontalablenkung (wie General Radio Type 506-A von 1932) und Messverstärkers (wie Type 514-A) konnte die Funktion bald erweitert werden.

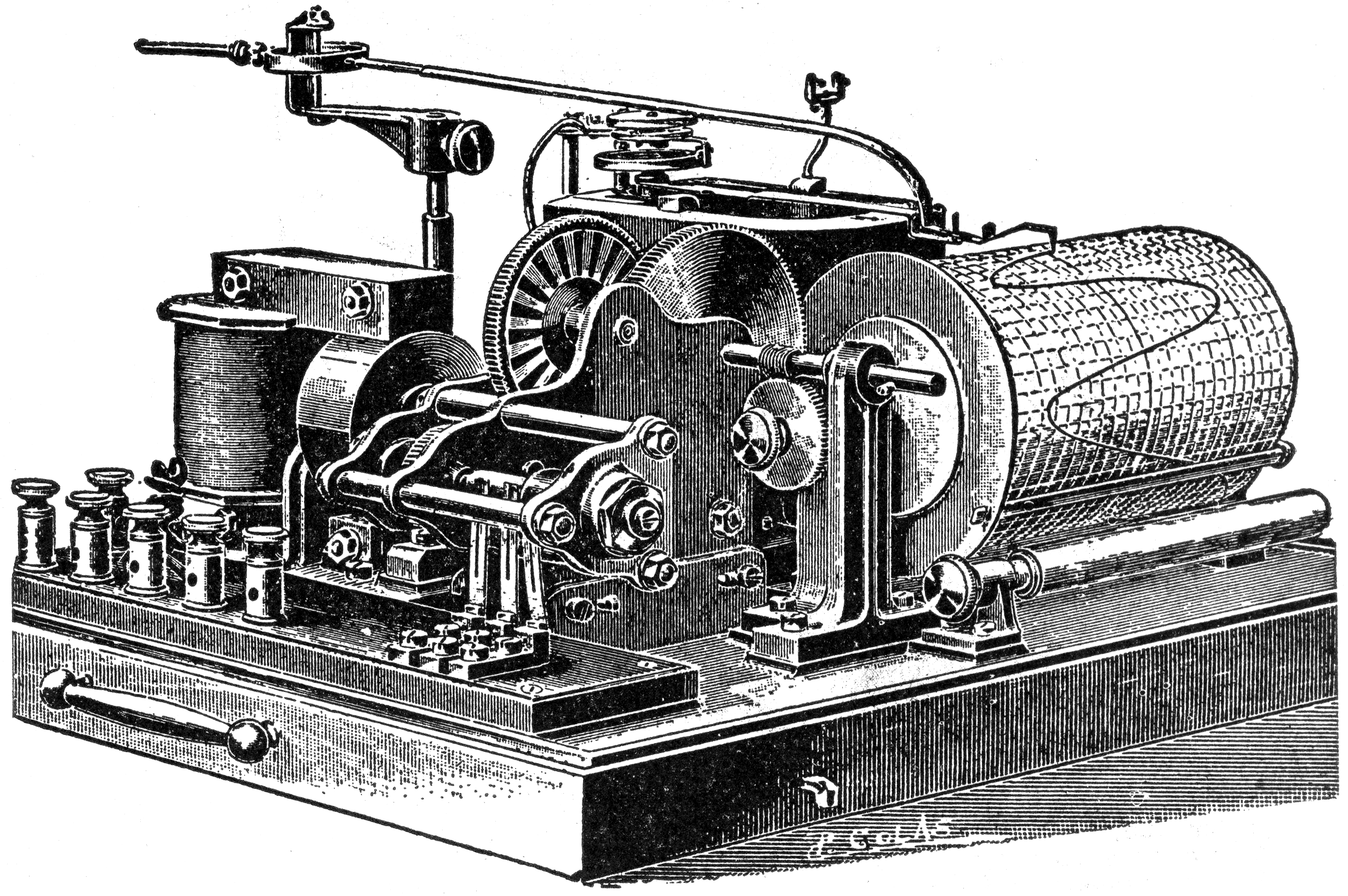
Darstellung des Hospitalier-Schreibers
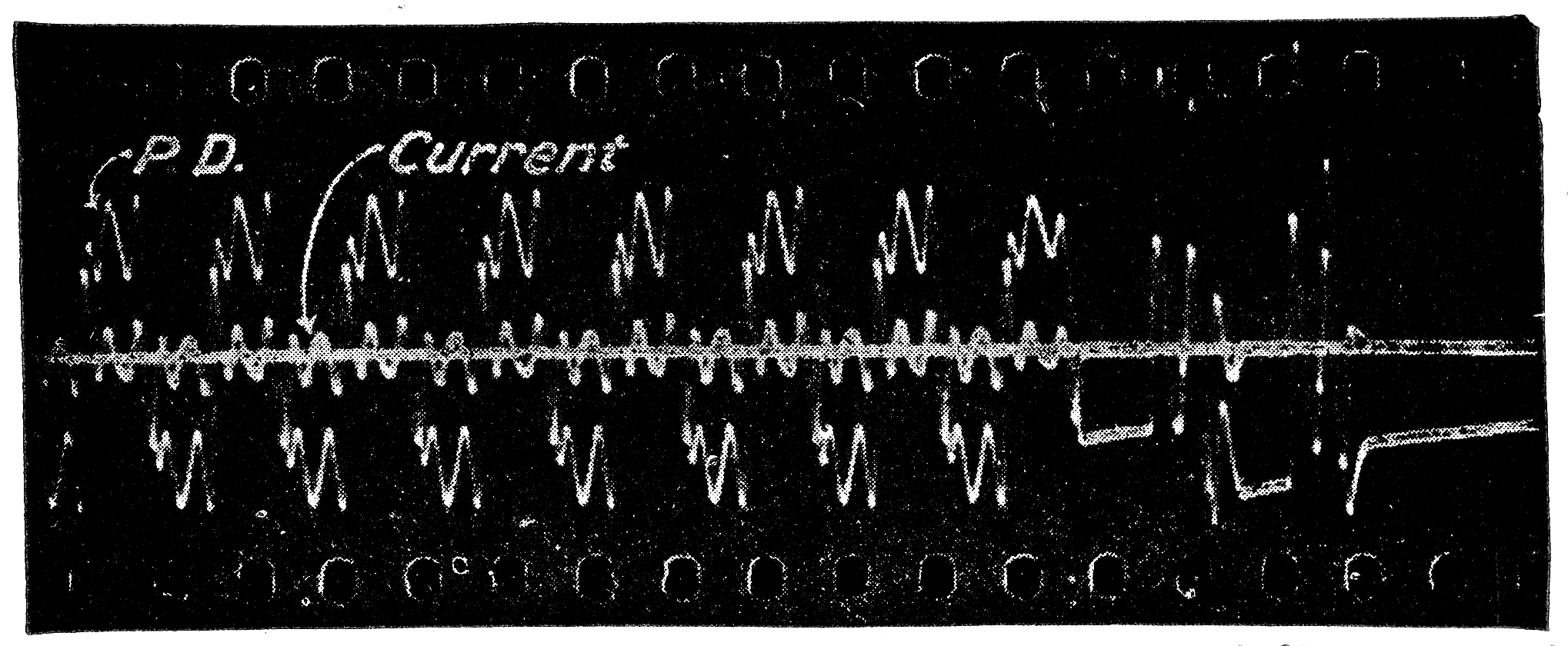
Frühes Oszillogramm auf Filmmaterial
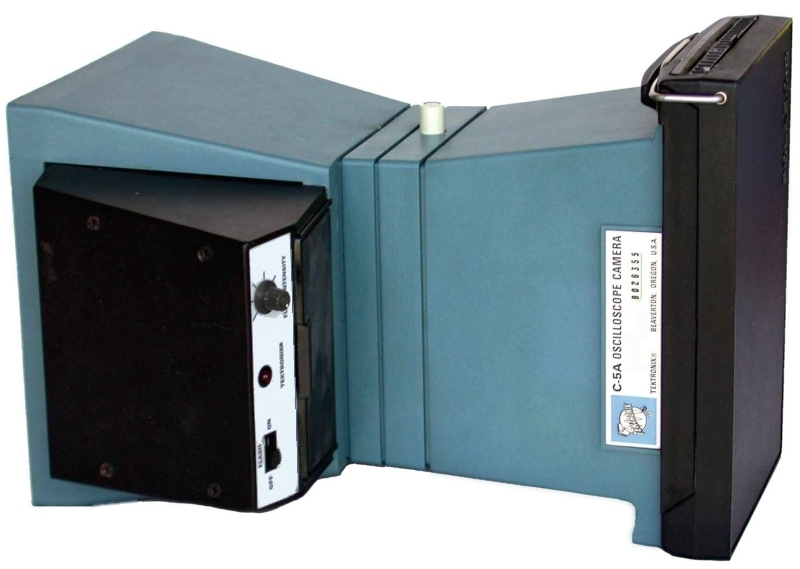
Kameravorsatz für Aufnahmen bei analogen Oszilloskop
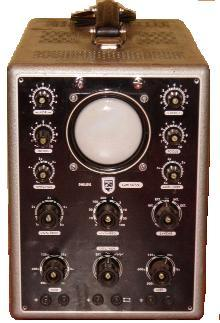
Philips-Oszilloskop mit Röhren-Verstärkertechnik, 1955
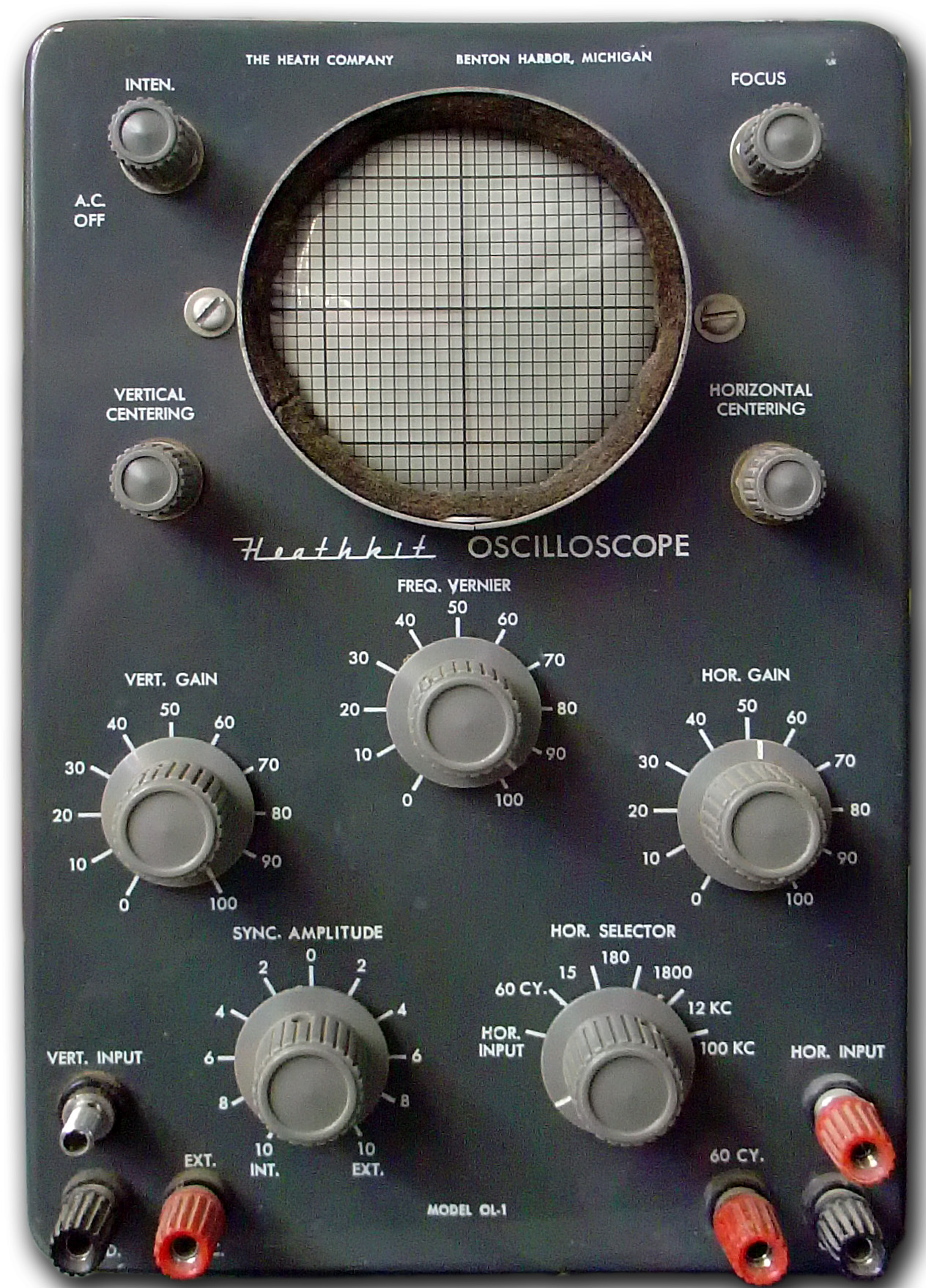
Oszilloskop OL-1 von Heathkit von 1954, für 29,50 US-Dollar (nach heutiger Kaufkraft etwa 340 USD) als Bausatz verkauft.

Eine weitere Verbesserung des Oszilloskops, neben einer kalibrierten Zeitbasis, wurde durch die Möglichkeit zur Triggerung bei periodischen Signalverläufen geschaffen. Damit war die zeitlich exakte Ausrichtung bei der Darstellung von wiederholenden Signalverläufen möglich und es war der grundlegende Funktionsumfang eines analogen Oszilloskops geschaffen. Die Entwicklung der Triggerung erfolgte noch während des Zweiten Weltkriegs in Deutschland und fand erstmals 1946 in dem kommerziell eingesetzten Oszilloskop Modell 511 der amerikanischen Firma Tektronix Anwendung.
Zur Anzeige einmaliger, nicht periodischer Vorgänge wurden analoge Oszilloskope mit Kathodenstrahlröhren mit extrem langer Nachleuchtzeit, einer so genannten speichernden Anzeigeröhre verwendet. Die hohe Nachleuchtzeit wurde durch spezielle Beschichtungen der Leuchtschicht in der Kathodenstrahlröhre erreicht. Die Speicherröhren besaßen eine zeitlich limitierte Speicherzeit im Bereich einiger Sekunden bis unter einer Minute und hatten eine vergleichsweise geringe räumliche Auflösung und eine limitierte Betriebszeit. Sie waren lange Zeit die einzige Möglichkeit, Einzelereignisse mit Zeiten unterhalb etwa 1 ms darzustellen. Ab Zeiten von etwa 1 ms aufwärts konnten alternativ auch ereignisausgelöste fotografische Aufnahmen des Abbildes der Kathodenstrahlröhre angefertigt werden.
Eine weitere Entwicklung war die nicht selbstleuchtende Blauschriftröhre, auch Skiatron genannt. Sie benötigt eine externe Lichtquelle. Der Elektronenstrahl trifft hierbei auf eine von außen sichtbare Schicht aus aufgedampften Alkalihalogeniden, meist Kaliumchlorid. Die negative Ladung des Strahles ruft eine Verfärbung der getroffenen Stellen hervor, die je nach Typ blau bis blauviolett erscheint. Diese Spur ist sehr dauerhaft, hält einige Minuten bis zu einigen Tagen und kann durch Erwärmen wieder gelöscht werden.
Durch die zusätzlichen Möglichkeiten der digitalen Signalverarbeitung und Speicher wurden ab den 1980er Jahren analoge Oszilloskope zunehmend durch digitale Speicheroszilloskope (DSO) ersetzt. Voraussetzung dafür war die Verfügbarkeit von Analog-Digital-Umsetzern mit hoher Bandbreite. Die ersten digitalen Speicheroszilloskope wurden von Walter LeCroy, dem Gründer der New Yorker Firma LeCroy, auf den Markt gebracht, der sich zuvor am CERN mit der Entwicklung schneller Analog-Digital-Umsetzer zur Messsignalaufnahme beschäftigt hatte.